# Orden Ogan
Orden Ogan est un groupe de power metal allemand, originaire d'Arnsberg.

## Biographie

### Débuts et Yonah Records (1996–2008)
Le groupe est formé en 1996 par Sebastian Levermann, Sebastian Grütling et le bassiste Sebastian Severin sous le nom de Tanzende Aingewaide mais rebaptisé un an plus tard en Orden Ogan. Le nom du groupe se traduit par « L'Ordre de la peur », avec d'une part « l'ordre » (traduit de l'allemand pour Orden) et d'autre part « la peur » (traduit du celtique pour Ogan). 
Le groupe publie tout d'abord trois démos : Into Oblivion en 1997, Anthem to the Darkside en 1998 et Soli Deo Gloria en 1999. C'est en 2004 qu'ils auto produisent leur premier album Testimonium A.D. sur lequel on peut entendre l'utilisation de flûtes, de hautbois et d'autres instruments à vent. En 2008, ils signent un contrat avec Yonah Records qui leur permet de sortir leur deuxième album Vale, le premier à être publié sous un label. 

### Easton HopeetTo The End(2009-2013)
En octobre 2009, le groupe change de label et signe un contrat avec AFM Records. Le 22 janvier 2010 est publié l'album Easton Hope. En conséquence, des clips vidéos sont tournés pour Easton Hope ainsi que pour We Are Pirates.
En 2010, le groupe participe lors du festival du Wacken Open Air. C'est lors de ce festival qu'a été annoncé que l'album Vale, alors épuisé, allait être réédité le 11 novembre 2010 par leur label AFM Records. À la fin de l'année, le groupe effectue une tournée européenne avec le groupe suédois Tiamat avant d'enchaîner une petite série de concerts avec Van Canto et InLegend. De mars à avril 2011, Orden Ogan fait l'ouverture de la tournée de Grave Digger. 
Annoncé à l'origine pour le 20 avril, le quatrième album du groupe, To the End, est finalement publié le 26 octobre 2012.  En novembre 2012 s'ensuit une tournée européenne avec Freedom Call et les groupes italiens Vexillum et Luca Turilli's Rhapsody. Durant l'été 2013, Orden Ogan se produit sur d'autres festivals, comme le Summer Breeze Open Air avant de se produire l'année suivante lors de festivals internationaux tels que le Trondheim Metal Fest en Norvège et le ProgPower US aux États-Unis.

### RavenheadetGunmen(2014-2019)
Le 20 novembre 2014, le groupe annonce la sortie de leur cinquième album. Celui-ci s'intitule Ravenhead et sort le 16 janvier 2015. Un premier extrait de l'album est publié le 12 décembre 2014 sous forme de clip vidéo sur YouTube, il s'intitule F.E.V.E.R. Un deuxième extrait, "Ravenhead", est quant à lui dévoilé le 15 janvier 2015. 
Durant le mois de janvier 2015, le groupe accompagne Hammerfall et Serious Black pour une tournée européenne avant d'effectuer une autre tournée en automne avec Powerwolf et Xandria. Le 25 mars 2016, le groupe publie un coffret CD/DVD, The Book of Ogan, en Europe via AFM Records. Le 12 avril 2017, le groupe dévoile la pochette, ainsi que la date de sortie de leur sixième album. Celui-ci s'intitule Gunmen et est prévu pour le 7 juillet 2017. Plusieurs extraits sont dévoilés : le 19 mai, ils mettent en ligne sur YouTube le clip vidéo de Gunman, ainsi que Fields of Sorrow le 9 juin. 
Une semaine après la publication de l'album, le groupe annonce son classement dans les charts allemands avec une huitième place. Il atteint même la treizième place dans les charts suédois, la sixième place en Belgique, ainsi que la quatrième place aux États-Unis. 
Le 16 octobre 2019, sur sa page Facebook, le groupe annonce des changements dans la composition du groupe. Steven Wussow, bassiste du groupe Xandria, rejoint le groupe également en tant que bassiste. Nils Löffler cède alors sa place et prend en charge la guitare, tandis que Sebastian Levermann conserve son poste de chanteur et claviériste.

### Final Days(depuis 2019)
Le 6 décembre 2019 le groupe annonce la sortie de son nouvel album qui s'intitule Final Days. Dans ce nouvel concept album, il est question que la mascotte Allister Vale évolue dans un monde de science fiction sombre et mélancolique. L'album est prévu pour le 28 août 2020, toujours sous le label AFM Records. Dans le même temps, une tournée européenne est annoncée, avec Grave Digger comme première partie, démarrant le 24 septembre 2020. 
En raison de l'épidémie de Covid-19, l'album est finalement repoussé au 13 novembre 2020, ainsi que la tournée promotionnelle qui est ainsi prévue d'être entamée le 09 avril 2021 à Geiselwind. Ce sont finalement Wind Rose et Brothers of Metal qui sont annoncés comme première partie. C'est dans ce contexte que le groupe confirme le départ de son guitariste Tobias Kersting et son remplacement par Patrick Sperling.  
Après avoir dévoilé "In the Dawn of the AI" le 24 juillet 2020, Orden Ogan publie son deuxième single "Heart of the Android" le 04 décembre 2020. L'épidémie de Covid-19 oblige le groupe à repousser une nouvelle fois la sortie de l'album au 12 mars 2021.   

## Membres

### Membres actuels
- Sebastian « Seeb » Levermann - guitare (1996 - 2019), chant, synthétiseur (depuis 1996)[20]
- Niels « Spoony » Löffler - basse (2011 - 2019), guitare (depuis 2019)
- Dirk Meyer-Berhorn - batterie (depuis 2012)
- Steven Wussow - basse (depuis 2019)
- Patrick Sperling - guitare (depuis 2020)

### Anciens membres
- Sebastian Severin - basse, chant (1996-2007)
- Sebastian « Ghnu » Grütling - batterie
- Verena Melchert - flûte, chant
- Stefan Manarin - guitare, chant
- Nils Weise - chant, synthétiseur (2004-2011)
- Christina Decker - flûte, chant
- Marc Peters - guitare (1998-2000)
- Lars Schneider - basse (2007-2011)
- Tobias « Tobi » Kersting - guitare (2006-2020)

## Discographie

### Démos
- 1997 : Into Oblivion
- 1998 : Anthem to the Darkside
- 1999 : Soli deo gloria

### Split
- 2004 : Testimonium A.D / Armageddon
- 2015 : Wolfsnächte 2015 Tour

### Single
- 2007 : Winds of Vale
- 2012 : The Things We Believe In
- 2014 : F.E.V.E.R
- 2016 : The Things We Believe In (live au Brose Arena Bamberg)
- 2016 : Deaf Among the Blind (live au Brose Arena Bamberg)
- 2017 : Gunman
- 2017 : Fields of Sorrow
- 2020 : In the Dawn of the AI
- 2020 : Heart of the Android
- 2021 : Inferno
- 2021 : Let the Fire Rain

## Vidéographie

### Clips
- 2010 : The Lords of the Flies, tiré de l'album Vale, version remixée et remasterisée
- 2010 : We Are Pirates, tiré de l'album Easton Hope
- 2012 : The Things We Believe In, tiré de l'album To The End, dirigé par Rainer "ZIPP" Fränzen
- 2012 : Land Of The Dead, tiré de l'album To The End, dirigé par Rainer "ZIPP" Fränzen
- 2012 : Masks, tiré de l'album To The End, dirigé par Andreas Marschall
- 2014 : F.E.V.E.R, tiré de l'album Ravenhead, dirigé par Rainer "ZIPP" Fränzen
- 2017 : Gunman, tiré de l'album Gunmen
- 2020 : In the Dawn of the AI, tiré de l'album Final Days
- 2021 : Inferno, tiré de l'album Final Days
- 2021 : Let The Fire Rain, tiré de l'album Final Days
- 2022 : Absolution For Our Final Days, tiré de l'album Final Days, avec pour invitée Elina Siirala chanteuse de Leaves' Eyes
- 2022 : Interstellar, tiré de l'album Final Days, avec pour invités Andy B. Franck et Gus G. et réalisé par Seeb Levermann
- 2022 : December, tiré de l'album Final Days, produit par Seeb Levermann
- 2024 : My Worst Enemy, tiré du single du même nom, réalisé par Seeb Levermann
- 2024 : Moon Fire, tiré de l'album The Order Of Fear, réalisé par Seeb Levermann
- 2024 : Conquest, tiré de l'album The Order Of Fear, réalisé par Seeb Levermann

### Lyric vidéos
- 2015 : Ravenhead, tiré de l'album Ravenhead, réalisé par Armin Saß
- 2017 : Come With Me To The Other Side, tiré de l'album Gunmen
- 2017 : Fields of Sorrow, tiré de l'album Gunmen
- 2017 : Vampire In Ghost Town, tiré de l'album Gunmen
- 2020 : Heart of the Android, tiré de l'album Final Days
- 2022 : It is Over, tiré de l'album Final Days, avec la participation de Denis Diehl du groupe Any Given Day

### Clip live
- 2010 : Easton Hope, tiré de l'album Easton Hope
- 2018 : F.E.V.E.R, tiré de l'album Ravenhead, enregistré au Wacken Open Air 2016

### Concerts filmés
- 2020 : Live at Rockharz 2015